# ルバーブ
- リュバーブ

ルバーブ（英: Rhubarb [ˈruːbɑrb]）とは、タデ科ダイオウ属の中の食用とされている栽培品種である。学名は統一されていないが Rheum rhabarbarum などが用いられる。和名はショクヨウダイオウ（食用大黄）。シベリア南部原産。多年草で太くて短い地下茎を持つ。根生する大きな葉は有毒。緑白色の小花が集まり、円錐花序を作る。
地面から伸びる多肉質の葉柄を食用とする。生ではセロリのようなパリッとした食感と強い酸味がある。一般的な調理法は果物に近く、甘味をつけてパイやクランブルなどのデザートに用いることが多い。
ルバーブにはエモジンやレイン、さらに、例えばレインの配糖体であるグルコレインのような複数種のアントラキノン誘導体が含まれており、これらが瀉下作用（機械的作用、刺激性作用の両者とも）を現すため、便秘の際に下剤として有用である。

## 名称と学名
英名の "rhubarb"（ルバーブ）は野菜として栽培される種だけではなくダイオウ属の総称としても用いられる。特に食用種を指して "garden rhubarb"（ガーデン・ルバーブ）、"pie plant"（パイ・プラント）と呼ぶ。フランス語名は Rhubarbe（リュバーブ）、イタリア語名では Rabarbaro（ラバルバロ）という。
食用栽培種としてのルバーブの歴史は18世紀頃に英国で始まった。遺伝的な起源は明らかになっていないが、交雑によって得られたと信じられている。原種の1つと考えられるR. rhaponticum L. はダイオウ属として唯一のヨーロッパ固有種であり、17世紀から栽培が始められた。シベリアもしくはモンゴル原産の R. rhabarbarum L.  はその後に西欧へ導入されたと考えられる。他の原種候補には中国原産の R. palmatum などが挙げられる。
食用種の学名について統一された見解はない。1988年にデール・マーシャルが編纂したダイオウ属に関する文献目録では、食用ルバーブは一般に R. rhaponticum L. とみなされているが別種であり、正しくは R. rhabarbarum L. だとされた。同様の見解を取っている Flora of North America によれば、北米ではこの誤用が浸透していると見られる。同文献によれば、R. rhabarbarum は 2n = 44 の4倍体、R. rhaponticum は 2n = 22 の2倍体であるが、過去には学名の誤用に基づいて異なる報告がなされたことがある。その他に食用種 (garden rhubarb) の学名として R. rhabarbarum を採用している例にはITIS 、Encyclopedia of Life、『園芸植物大事典』（小学館、1989年） などがある。
日本で刊行されてきた園芸事典の多くは食用種の学名を R. rhaponticum としてきた。例としては『原色日本薬用植物図鑑』（保育社、1964年）、『野菜園芸大事典』（養賢堂、1977年）、『最新園芸大辞典』（誠文堂新光社、1983年）、『世界有用植物事典』（平凡社、1989年） がある。これらが実際に R. rhaponticum を指すのか、学名が取り違えられているのかは定かではない。Flora of North America は R. rhaponticum がヨーロッパで広く栽培されているとも述べている。
食用ルバーブを純粋種とみなさない著者も多い。1948年にThorsrudとReisaeterは、親種が不明であるという観点から食用栽培品種の総称としてR. × cultorum を提唱した。この名はPROSEA (Plant Resources of South-East Asia)  や The European garden flora（Cambridge Univ. press, 1989年） などで採用されている。アメリカ合衆国農務省の農業調査局のデータベースに基づく World Economic Plants: A Standard Reference（CRC press、2016年）は、食用品種が種間雑種であることを明示して R. × rhabarbarum と種名を表記した。英国王立園芸協会は食用に栽培されるほとんどの変種を R. × hybridum と総称している。
食用ルバーブの和名としてはショクヨウダイオウ（食用大黄）やマルバダイオウ（丸葉大黄）がある。後者は一般のダイオウとくらべて葉が丸みを帯びていることからきている。R. rhabarbarum のシノニムである R. undulatum はカラダイオウ（唐大黄）という和名を持つ。

### 語源
"rhubarb"（ルバーブ）という言葉は古代ギリシア語の "ρά"  (rha)  + "βάρβαρον" (barbarum)  に由来すると考えられている。"ρά" はディオスコリデスが呼んでいたルバーブの名で、"βάρβαρον" は「蛮族の」を意味する。ほかにルバーブ（レウム属）の瀉下作用との関連でギリシア語の "rheo"（流れる）が語源となったという説もある。"Rha" はまたヴォルガ川の水名でもある。ルバーブは初期には "rha ponticum" とも呼ばれていたが、「ヴォルガ川  (Rha)  と黒海  (Pontus)  を越えて」という意味だという説がある。

## 植物学的特徴
以下は食用ルバーブ一般に関する記述で、複数の種についての記述が混在している可能性がある（前節参照）。

### 形態

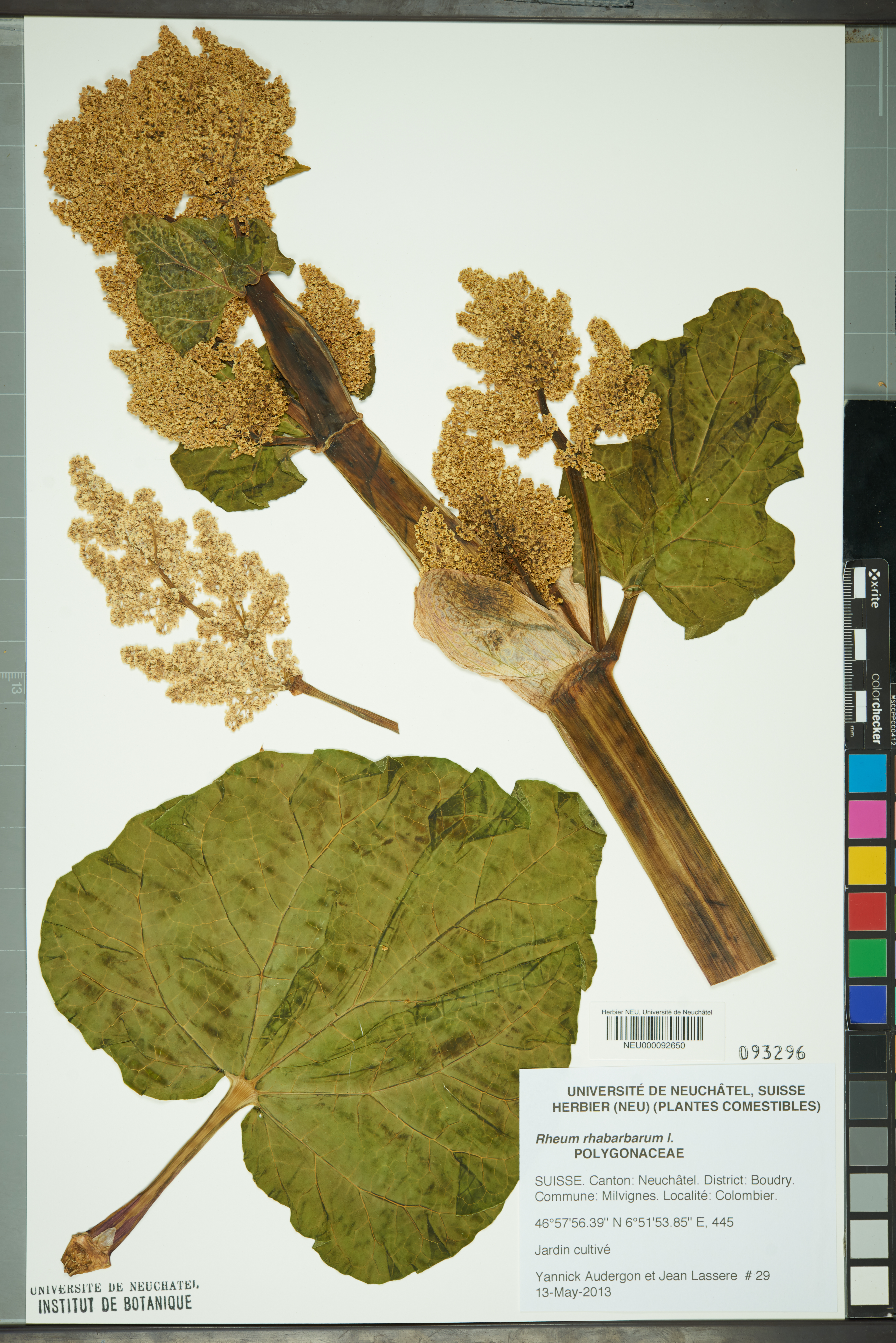
R. rhabarbarum の葉と花茎の乾燥標本。

強壮な多年草で、草丈は1メートル (m) 以上になり、木質の地下茎と多肉質の根を持つ。
多数の巨大な葉が根生する。葉は平滑で心臓形ないし幅広の卵形、長さ・幅ともに50センチメートル (cm) ほど。葉先は丸く鈍形。縁辺は波状、もしくはややちぢれていて縁毛を持つ。葉身基部から5 - 7本の掌状脈が伸び、無毛もしくは葉脈に沿って葉裏に柔毛が生える。褐色もしくは白みがかった薄い漏斗形の葉鞘を形成する。
食用とする多肉質の葉柄は丈夫で、葉と同程度の長さかそれ以上に伸びる。断面は半円形で直径2 cm以上になる。縦に浅い溝を生じる。色は緑からピンクまたは赤。
6 - 7月までに高さ1 - 2 mに及ぶ太い花茎を抽出し、頂端に白から緑の小花が250から500ほど集まって15 - 40 cmの円錐花序を作る。花茎につく葉は先端ほど小さい。両性花で、花被片2×3枚、雄ずい6-9本、花柱3本からなり、子房上位。雄ずい先熟のため、自花受粉は行わない。果実は約1センチメートルの痩果で、三角形の陵辺に翼弁を備える。
染色体数は 2n = 4x = 44。本種としばしば混同される R. rhaponticum は 2n = 2x = 22 である。

### 生態
野菜として温帯地域で栽培される。寒さには強いが耐暑性はないため、熱帯地域における栽培は高冷地に限られる。冷涼地での栽培は極めて容易。温帯気候では春から秋に生長し、冬季に日照時間が短くなると休眠する。開花には6セルシウス度 (℃) 以下で数か月間の春化処理が必要なため、熱帯では開花はまれである。生育に適する温度は10 - 25℃。多くの品種は30℃以上の温度に弱く、葉柄の生育が悪化する。地上部はマイナス3 - 4℃で枯死する。
ほとんどどんな土質でもよく生育するが、表土の深い、肥沃で水はけのよい砂壌土に適する。酸性土にも耐えられるが、生育には水素イオン指数 (pH) 6.5 - 7.0が最適。
繁殖は主に株分けによって行われる。定植後数年すると、芽が密集して葉柄が細くなるため、新たな株分けが必要になる。実生では成長が遅く、個体差が生じやすいためあまり行われない。

## 栽培

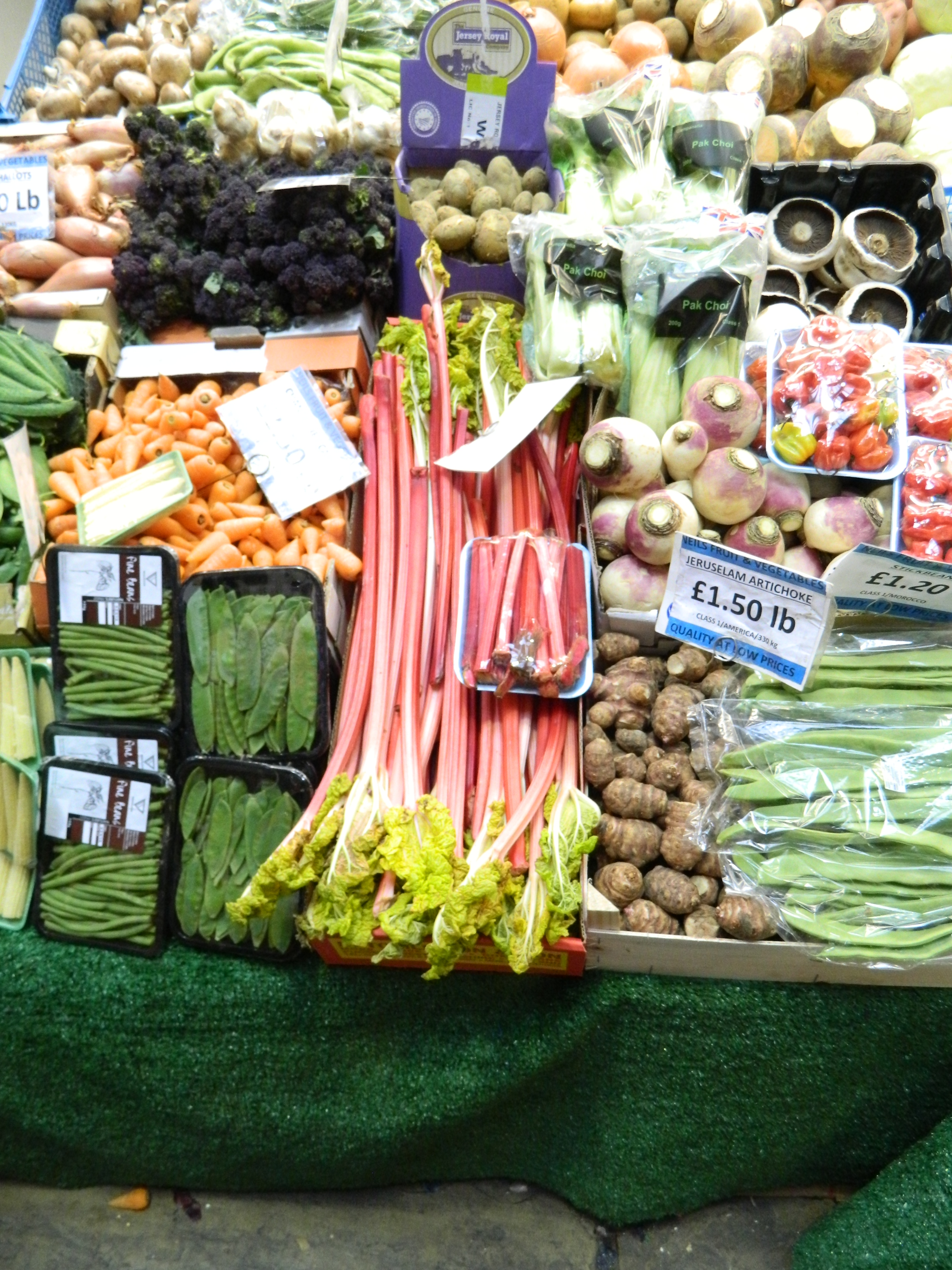
英国リーズ市のマーケットで売られているルバーブ。

北米と北ヨーロッパを中心に広く栽培されている。温帯性気候で露地栽培すると収穫期が年間で特に早く、通常は、北半球では4 - 5月、南半球では10 - 11月の春の半ばから終わりにかけて最初に収穫される。収穫後すぐに可食で、切ったばかりの茎は堅く光沢がある。
露地栽培のほか、冬に掘り取った根株を暖房温室で栽培する軟化栽培法がある。軟化栽培では光のない環境で生育を行うため、葉緑素が形成されず、アントシアニンの鮮やかな赤色が優勢となる。茎はより甘く柔らかくなる。軟化栽培のルバーブは英語で「ホットハウス・ルバーブ」と呼ばれ、特に早春に店頭に並ぶ。英国では、灯りのない小屋で促成栽培されたルバーブの初物をろうそくの灯りの下で収穫する習慣がある。ウェスト・ヨークシャーの3つの都市（ウェイクフィールド、リーズ、モーリー）の間にある地域はこの種のルバーブを特産としており、「ルバーブ・トライアングル」として名高い。
季節性が高い野菜で、英国やアイルランド、ロシアのような寒冷地は、旬ではない時期に新鮮な収穫は難しい。直射日光が当たる土地でよく生育し、コンテナ栽培も可能だが、株がシーズン中に成長する分だけの容量が必要である。冷涼な気候での栽培に適し、約30℃以上の高温には弱い。寒害を受けると、有毒成分のシュウ酸が葉から可食部に移行して高濃度となる可能性があるため食用に適さない。

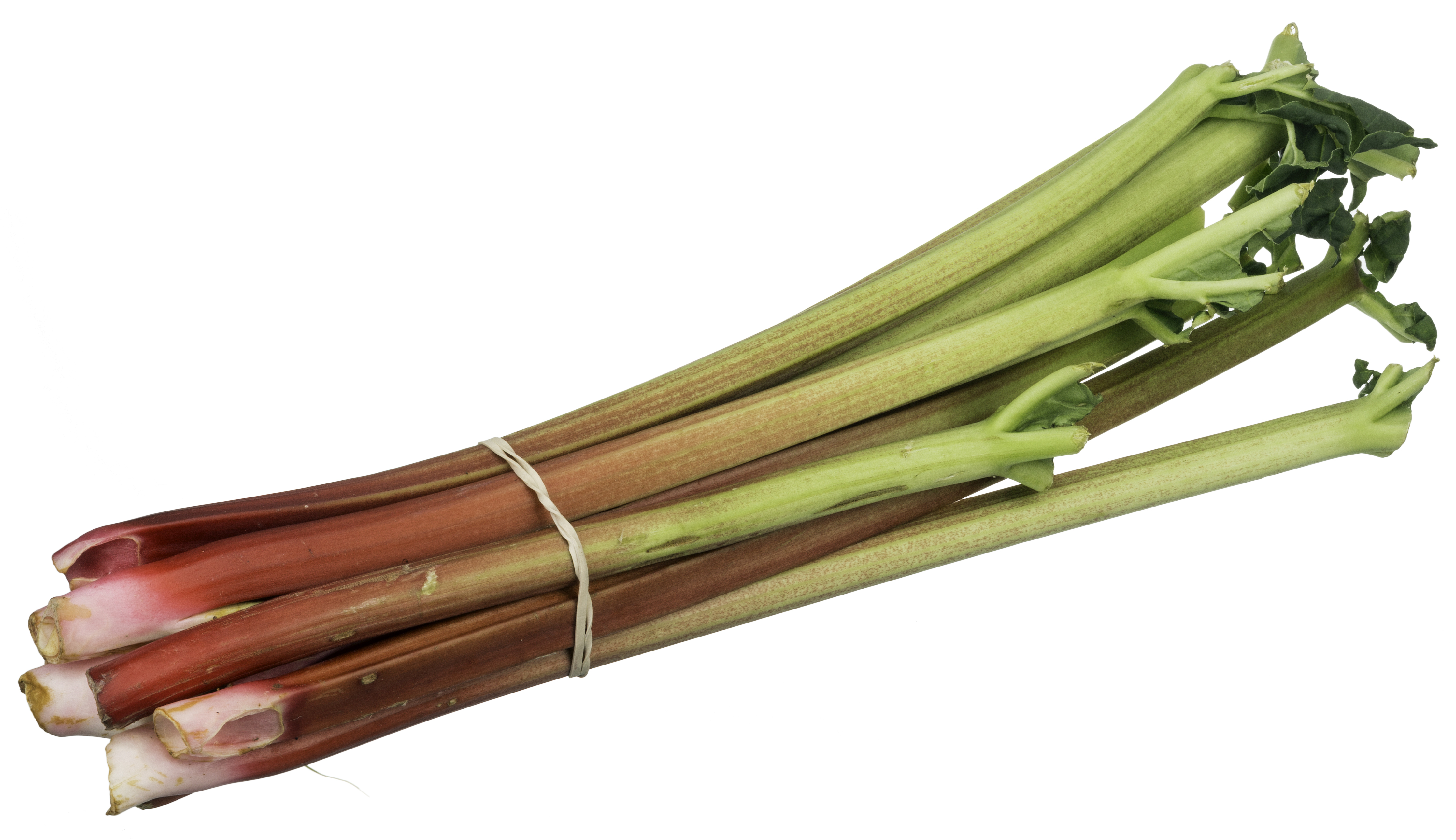
ルバーブの束。

"crimson stalk"（深紅の茎）という詩的な呼称を持つが、茎の色は深紅だけでなく、明るいピンクの斑入りのものもあれば、まったく色づかない薄緑のものもある。発色はアントシアニンの働きによるもので、品種や気温、収穫時期によって異なる色を示す。緑の茎を持つ代表的な品種ヴィクトリアは強壮で知られる。クリムゾン・レッド、カーウッド・ディライト、スタークリムゾンなどは赤い茎を持つ品種である。視覚的にも美しい赤色の品種は人気が高いものの、風味で勝るわけではなく、緑色の品種と比べて一般に小型で収穫効率は良くない。有害物質の含有量は色からは判別できない。
有機農業を唱道したローレンス・D・ヒルズは、風味に優れたお気に入りの変種としてホークス・シャンペン、ヴィクトリア、ティンパーリー・アーリー、アーリー・アルバートを挙げた。またギャスキンズ・パーペチュアルはシュウ酸の含有量が最も低い部類であるため、栽培期を通常よりはるかに長くしても過度に酸っぱくならないとして推奨している。

### 栽培の歴史

#### 薬用植物として
中国人は本種の近縁種（大黄）の根を数千年にわたって薬用としてきた。西暦紀元前後（漢代）に成立したとされる『神農本草経』 にも記載がある。
古代ギリシアでも知られており、医師ディオスコリデスが記録した "ρηον" または "ρά" と呼ばれる薬草の根が現在ヨーロッパ圏のルバーブ（ダイオウ属）と考えられる。ルバーブはボスポラス海峡経由でギリシアに伝えられたが、交易ルートの確立はかなり後のイスラーム時代で、シルクロードを通って運ばれた。14世紀にアレッポとスミルナの港を通じてヨーロッパに運ばれたルバーブは、「ターキッシュ・ルバーブ (R. palmatum)」と呼ばれた。後には別の海上交易路やロシア経由の陸路が開拓された。交易ルートによって「インディアン・ルバーブ」「チャイニーズ・ルバーブ」など様々な名がつけられたが、これらが種や産地の違いを意味するかは明らかではない。ロシア帝国では特にルバーブを対象とした品質管理制度があり、18世紀ヨーロッパでは「ロシアン・ルバーブ」が最も珍重された。
中世ヨーロッパではアジアを横断して運ばれてくるルバーブは高価であり、シナモンやアヘン、サフランのような高価なハーブやスパイスと比べても数倍の値が付いた。商人にして冒険家のマルコ・ポーロはルバーブの生産地を探し求め、タングート人が住む土地の山間部で栽培されていることを発見した。ティムールの治世に1403年から1405年までサマルカンドで大使を務めたルイ・ゴンザレス・デ・クラビホは、報告書の中でルバーブの価値を「サマルカンドに集まるあらゆる商品の中でも最上のものは中国から来ていた。とりわけ絹、サテン、麝香、ルビー、ダイヤモンド、真珠、そしてルバーブ」と伝えている。
高価であったことと、薬剤師からの需要が増えたことにより、ヨーロッパの地でルバーブを栽培する取り組みが行われた。17世紀初頭、ルバーブに似た根を持つ植物がブルガリアのリラ山脈に自生していることが発見された。当時のヨーロッパでは根として輸入されたルバーブしか知られていなかったため、この発見は驚きを持って受け止められた。後に R. rhaponticum と命名されたこの品種は薬用として広く栽培された。18世紀になると、シベリア原産とされる R. rhabarbarum、中東原産 の R. ribes、中国原産 の R. palmatum などの導入が始まり、おそらくこれらの混交によって現在一般にみられるルバーブが生まれた。19世紀半ばには純粋種の栽培はほぼ行われなくなったと見られる。
「分類学の父」とされる博物学者カール・フォン・リンネは、ヨーロッパの最貧国に数えられていた祖国スウェーデンに茶、コーヒー、ココナッツなどの商品作物を導入しようと試みた。その多くは失敗に終わったが、数少ない例外がルバーブであった。晩年のリンネはルバーブの導入を「私のもっとも誇らしい業績」と呼んだ。

#### 食用の始まりから現代まで
「ルバーブ」という名が指す対象が曖昧なこともあって、薬用植物であったルバーブが食用とされた経緯は明らかになっていない。16世紀後半のイギリスでは、ホウレンソウやビーツのようにルバーブの葉を煮て食べることがあったと伝えられている。18世紀半ばには茎を食用にしたという記録がある。
19世紀の初め、農園主ジョセフ・マイアットは英国コヴェント・ガーデンの卸売市場に初めて野菜としてルバーブの葉柄を出荷した。当時ルバーブは薬用植物とみなされていたため、売れ行きは芳しくなく、「下剤のパイを売ろうとしている」と揶揄されたという。しかし、マイアットは長年の取り組みによって需要を作り出した。マイアットが自分の作った品種に王室由来の名（ヴィクトリアやプリンス・アルバート）をつけたことは一般の認知を集めるのに役立った。これらの品種は現在でも栽培が行われている。18世紀から砂糖の低価格化が進んでいたことも普及に大きく貢献した。また葉柄の甘味を増して色味を良くする軟化栽培法もこの時期に発見された。ルバーブワインや瓶詰・缶詰などの生産も行われ始め、食材としての利用は英国全土に広がった。ルバーブの生産は1939年にピークを迎えた。
ルバーブは英国植民地にも伝えられた。ジョン・バートラムは1730年代には既に北米フィラデルフィアでルバーブの栽培を行い、食用・薬用に用いていた。種子を提供したのはピーター・コリンソンである。トマス・ジェファーソンは1809年と1811年にモンティチェロの菜園で R. undulatum 種を栽培しており、「食べられるルバーブ。葉はほうれん草のように見事」という覚書を残している。1800年前後には北東部で栽培が広まり、1822年までにニューイングランド一帯の物産市場で販売されるようになった。1840年代から50年代には大規模な栽培が始められた。開拓時代の女性は、大量の砂糖を消費することに不満を感じながらも、春の味覚としてルバーブのパイを愛し、西部へその種子を運んでいった。19世紀末には著名な育種家ルーサー・バーバンクがカリフォルニア州での栽培に適した甘い品種を作出した。
第二次世界大戦は英国と米国でルバーブの人気が低迷するきっかけとなった。戦時中に砂糖や燃料が配給制となり、熟練労働者が不足すると、ルバーブの温室栽培は打撃を受けた。戦後になってもそれまでの生産量水準が回復されることはなかった。米国のルバーブ消費は長期にわたって低迷し、1980年頃にはヨーロッパ系の高齢者にしか好まれない傾向もあった。しかし、さらに近年になると、健康や地産地消などへの意識の高まりから徐々に再び注目されるようになった。

### 日本での栽培
日本へは明治初期に伝えられたが、生食における独特の風味が好まれず定着しなかった。1920年代には、長野県の野尻湖畔や軽井沢など、外国人避暑地の周辺で在留外国人向けに栽培が始められた。長野県の信濃村でキリスト教牧師を務めていた太田愛人は、全国的には知名度が低かったルバーブを1976年の著書『辺境の食卓』で紹介した。当時ルバーブは限られた地域でしか栽培されておらず、太田は外国人客が他県から「ルバーブを仕入れに」来訪する様子を筆にしている。1990年ごろには健康・自然食ブームに後押しされて神奈川県などでも栽培と研究・開発が始められた。2016年時点、食用野菜として一般に浸透したとは言えないが、北海道と長野県を中心に各地で生産が行われており、百貨店などで販売されている。長野県富士見町は2004年ごろから赤ルバーブを特産品として町おこしに取り組んできた。北緯36度付近と本州中部ではあるものの、標高約900メートルから1400メートル程度の高原地帯に位置する富士見町の冷涼な気候は赤いルバーブの生産に適しており、生産量は日本一である。

### 食害
ゾウムシの1種、Lixus concavus はルバーブを宿主とする。葉と茎に楕円形または円形の食痕や産卵痕を残し、樹脂病を引き起こす。
春には根に蓄積されたデンプンが新しい葉の生育のため糖に変わるので、空腹の野生動物が掘り起こして食べることがある。

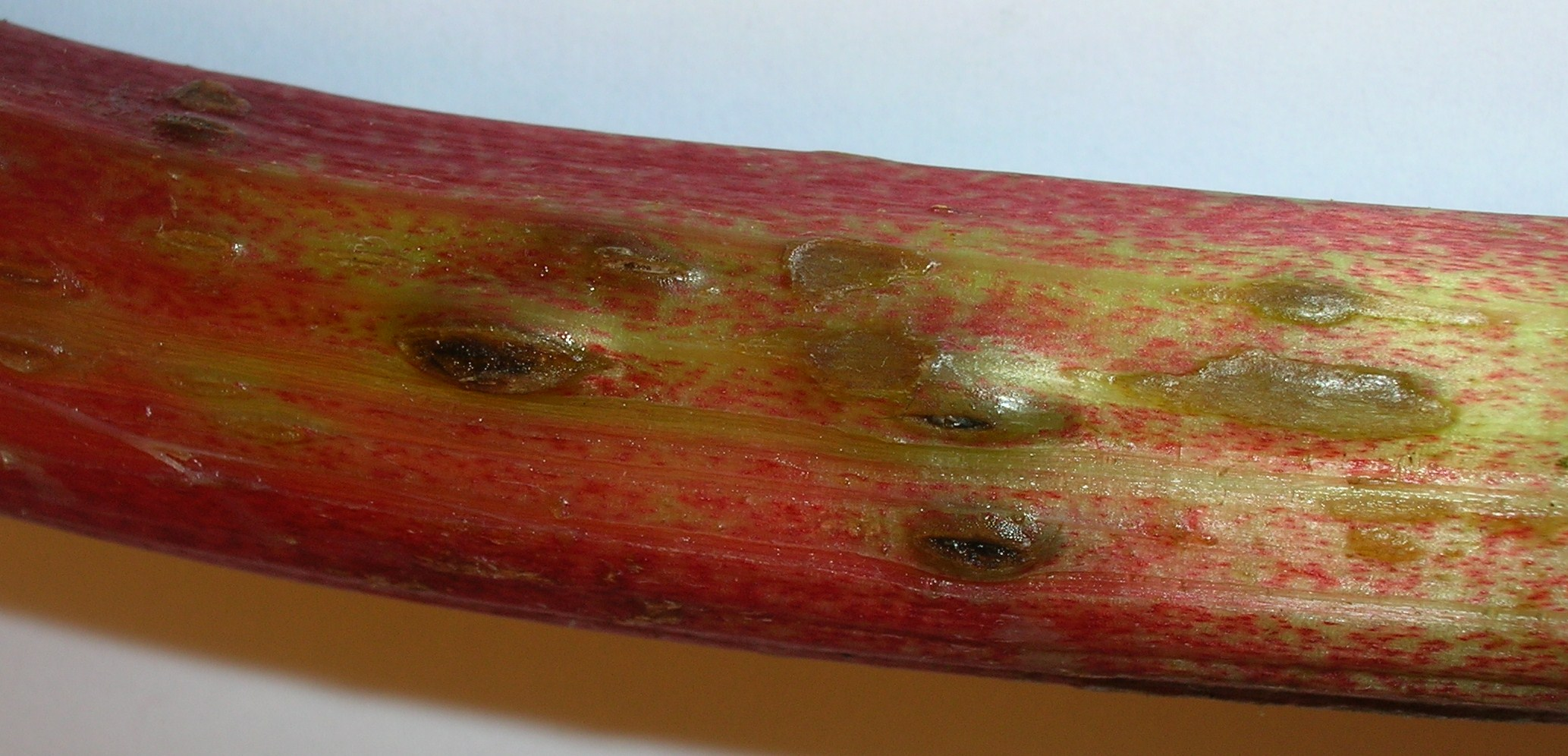
Lixus concavusの産卵痕。
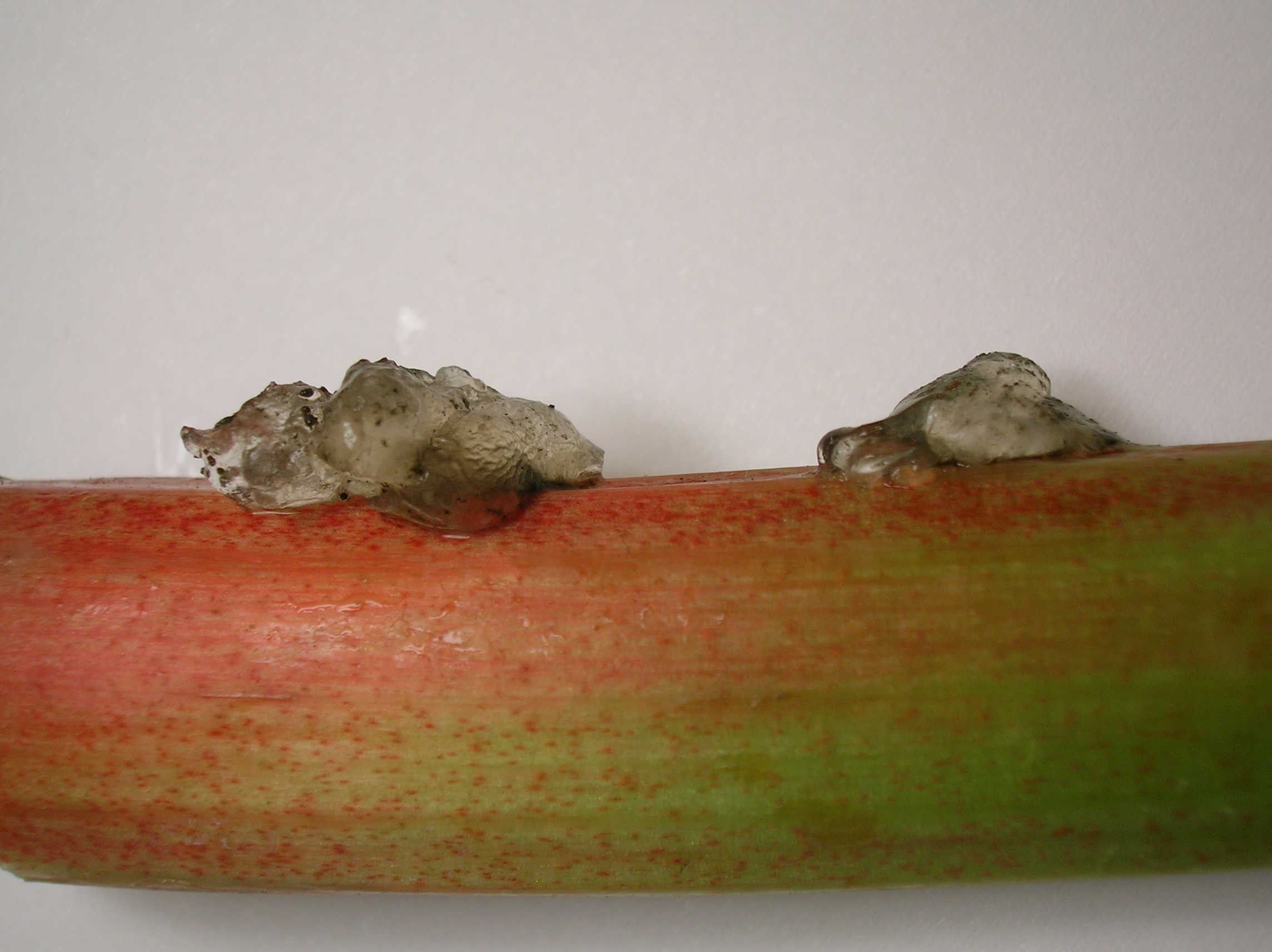
樹脂病。

## 利用

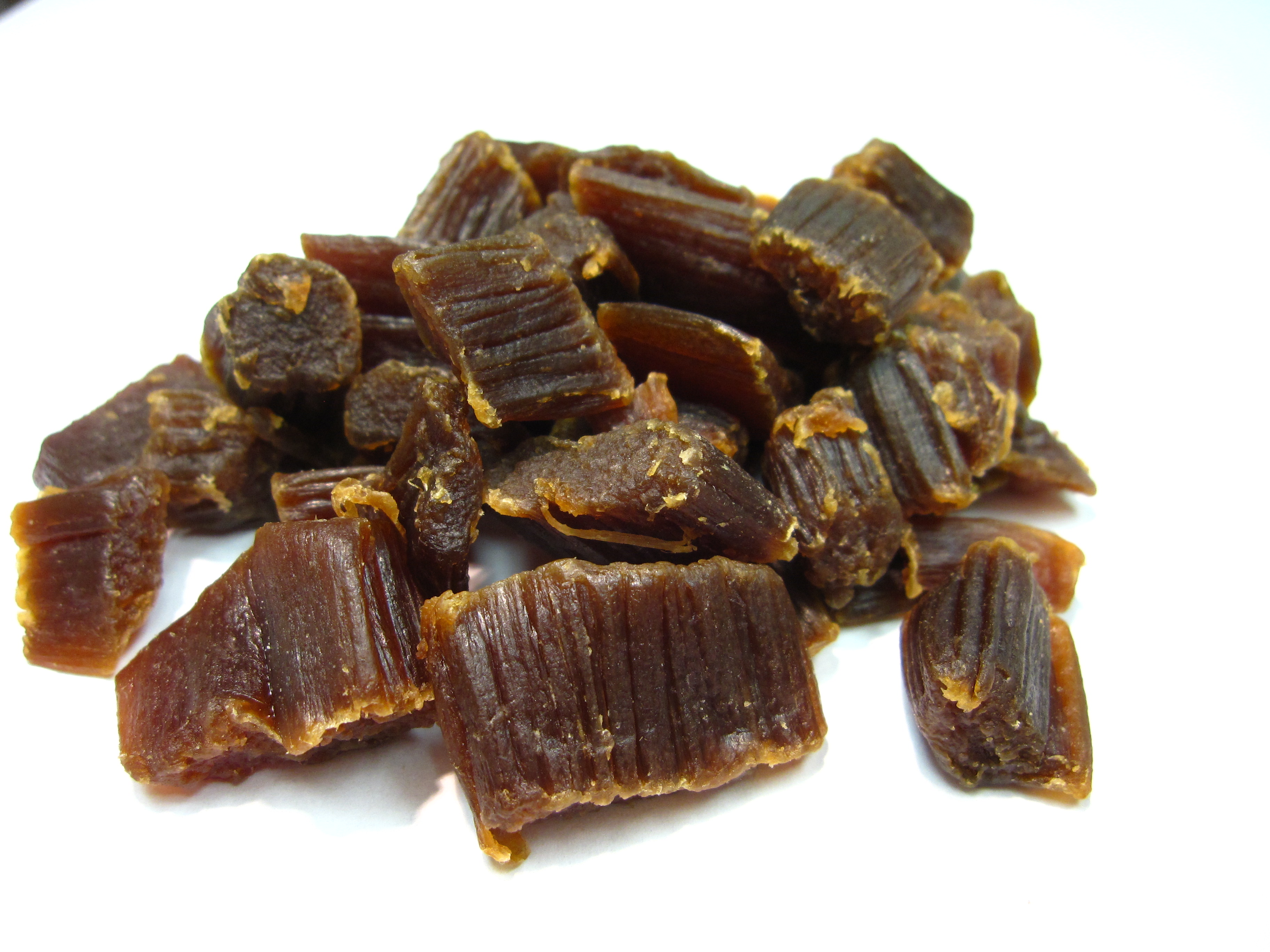
イチゴの風味が付けられた乾燥ルバーブ。

フキに似た多肉質の茎（正しくは葉柄）を食用にする。葉柄は水分が多く、強い酸味とかすかな渋み、特有の芳香がある。葉身はシュウ酸を多く含むので食用できない。茎は赤色種や緑色種もあり、アンズのような香りと酸味は果物に乏しい北国で珍重されてきた。茎を細かく刻んで加熱するとやわらかくなり、ジャムやパイ、タルト、プリン、砂糖煮などのデザートに用いるのが一般的だが、塩味の料理やピクルスにも用いられる。肉料理の後に食べると消化を助けるという説がある。淡色野菜で、栄養面ではカルシウム、マグネシウム、ビタミンA、ビタミンC、食物繊維はある程度豊富だが、それ以外のビタミンやミネラルに特筆すべきものはない。ミネラル類はフキと同じか、やや多い程度含まれ、食物繊維はフキの2倍ある。肉の消化を助ける酵素が含まれており、健康的なハーブとしても注目されている。葉柄が赤いものと緑色のものがあるが、加熱するとどちらも褐色になる。
茎を製菓材料とする現今の用法が始まったのは比較的新しく、砂糖が一般に流通するようになった18世紀のイングランドで初めて記録され、20世紀に行われた2つの世界大戦の間にピークを迎えた。ただし、薬用とされていた根を食材としても用いる例は10世紀に中東を支配したイスラム帝国のアッバース朝で既にみられ、13世紀にはイスラム統治下のスペインを通して南欧に伝えられていた。
葉や根にシュウ酸を多く含むことから、金属の錆落としや革のなめし剤、殺虫剤として利用することもできる。髪の脱色に利用する例は17世紀にすでに見られ、現在でも行われている。養蜂では、バロア病の原因となるミツバチヘギイタダニを駆除するためにシュウ酸を用いる。一部の養蜂家は、自然由来の殺ダニ剤としてシュウ酸を含むルバーブの葉の煎じ液を用いている。

### 食品

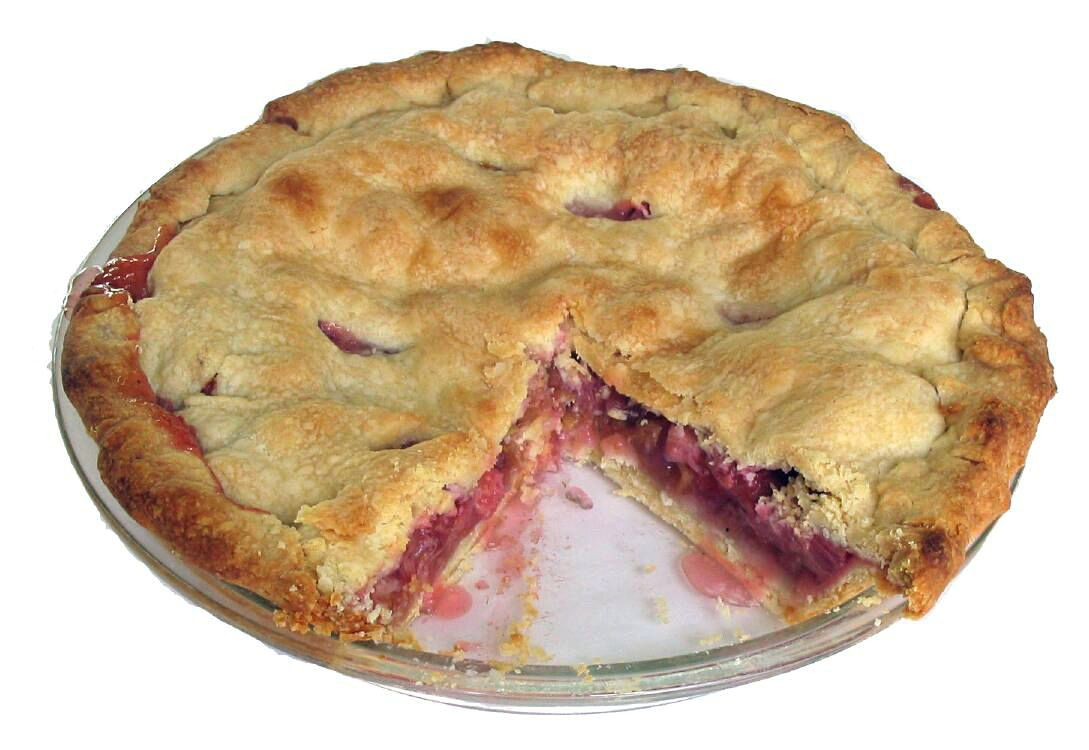
自家製のルバーブパイ。

未調理では酸味と、硫黄化合物による独特の香気がある。これを抑えるため、砂糖を加えて調理するのが一般的である。生の茎の硬さはセロリやラッキョウに近いが、加熱すると容易に溶ける。ルバーブの茎は水分が多いため、水を加えず砂糖をかけて加熱するだけで溶かすことができる。調理や保存に用いる容器には、耐酸性のあるステンレスやアルマイト、テフロンコートなどの素材が適している。レシピによって皮を剥くこともあり、表皮と内部で色素の分布が異なることから料理の色味に影響する。
生でスライスしてサラダにしてもよいが、酸味が強いためジャム、コンポート、ゼリー、砂糖漬けにするほか、砂糖煮にコーンスターチか小麦粉を加えてとろみをつけたものをパイやタルト、クランブルのフィリングとする。英国及び米国の家庭ではパイへの利用がもっとも一般的である。19世紀の料理本の多くや米国の作家ローラ・インガルス・ワイルダーの短編小説『はじめの四年間』では、ルバーブは「パイ・プラント」という愛称で呼ばれていた。この名は現在でも米国の一部で通用する。近年ではイチゴと組み合わせたストロベリー・ルバーブ・パイが定番となったが、これを冗談半分で「いささか不幸な結婚」と呼ぶルバーブ純粋主義者もいる。パイに次いで一般的なのは、ルバーブソース（アップルソースに似た砂糖煮）やジャム、形を崩さないように調理したコンポートやオーブン焼きである。副材料としてシナモンやオレンジピール、ジンジャー、レモン、イチゴ とともに用いる例が多い。日本では一般にジャム材料として認識されている。ルバーブは適量のペクチンと酸を含んでいるので、必ずしもペクチンを添加せずともジャムを作ることが可能である。乾燥ルバーブをフルーツジュースに漬けることもあり、その場合定番のストロベリー・ルバーブパイにならってストロベリージュースが使われることが多い。
かつての英国では、安価なおやつとして生のルバーブに砂糖をまぶして食べる例が広くみられた。第二次世界大戦中に物資が不足した際には、菓子の代用としてもっぱらルバーブの茎やリコリスの根を食べていたという体験談がある。このような食べ方は現在でも北欧その他の国々で見られる。チリでは「チリアン・ルバーブ」（nalca、学名Gunnera tinctoria）と呼ばれる野菜の茎に塩や唐辛子をつけたものがストリートフードとして食べられているが、実際にはルバーブとは遠縁の種である。
英国ではフルーツワインの原料としても用いられる。フィンランドではルバーブからシマを作る。ロシアなどではソフトドリンクのコンポート（砂糖漬けのコンポートとは異なる）の原料とすることもある。コンポートはやや酸味がある清涼飲料で、特に夏に冷やして飲む。イタリアにはラバルバロ・ズッカと呼ばれる食前酒がある。

### 薬品
西洋でいうルバーブの根は中国医学の中で大黄と呼ばれ、下剤として数千年にわたって用いられてきた。ただし、中国で用いられていたのは本種（R. rhabarbarum）ではなく、同じダイオウ属の R. tanguticum、R. officinale 、R. palmatum である。ルバーブの根は中世アラブや中世ヨーロッパでも処方されていた。中国医学から西洋に取り入れられた医薬品としては最初期のものである。
ルバーブに含まれるフィシオンと呼ばれる色素は、アメリカ食品医薬品局が認可した6-ホスホグルコン酸デヒドロゲナーゼ（英語版、がん細胞の代謝に関与する酵素）の阻害物質2,000種のリストに含まれており、実験室レベルではヒトの白血病細胞を48時間で半減させた。またマウスモデルに移植された他の種類のがん細胞の成長を抑制することも示されている。さらに効力の高いS3と呼ばれるフィシオン誘導体は、マウスに移植された肺がん細胞の成長を11日間で1/3に減少させた。

### 文化
英国では、大勢の俳優が背景音としてガヤガヤと会話を交わすこと（en:walla、がや）を俗に「ルバーブ」と呼ぶ。その際、耳に立ちにくい音の連なりとして実際に「ルバーブ、ルバーブ」と発声することがある。北米では野球の試合中に行われる乱闘や口論を「ルバーブ」と呼ぶ。

## 化学成分
ルバーブには他の植物と同様に様々な成分を含んでいる。以下にルバーブに含まれる成分の例を挙げる。

### アントラキノン誘導体
ルバーブの根と茎はエモジンやレインのようなアントラキノン誘導体を豊富に含む。これらの物質は機械的下剤としても刺激性下剤としても作用するため、減量の補助薬としてルバーブが利用されることがある。根の粉末から抽出したアントラキノン化合物は医薬用に用いられている。
参考までに、米国ハーバード大学の研究者チームは2014年の論文で、ルバーブに含まれる成分とほぼ同一の形態を持つアントラキノン誘導体の1種であるアントラキノン-2,7-ジスルホン酸（9,10-anthraquinone-2,7-disulphonic acid）が、有機型レドックスフロー電池の電荷担体に利用できることを示した。

### スチルベノイド
地下茎に含まれるスチルベノイド化合物（ラポンチシンなど）は糖尿病のマウスの血糖値を下げるはたらきがあると考えられている。

### カテキン
ルバーブはまた、(+)-カテキン-5-O-グルコシドおよび(-)-カテキン-7-O-グルコシドのフラバノールグルコシドを含む。

## 毒性

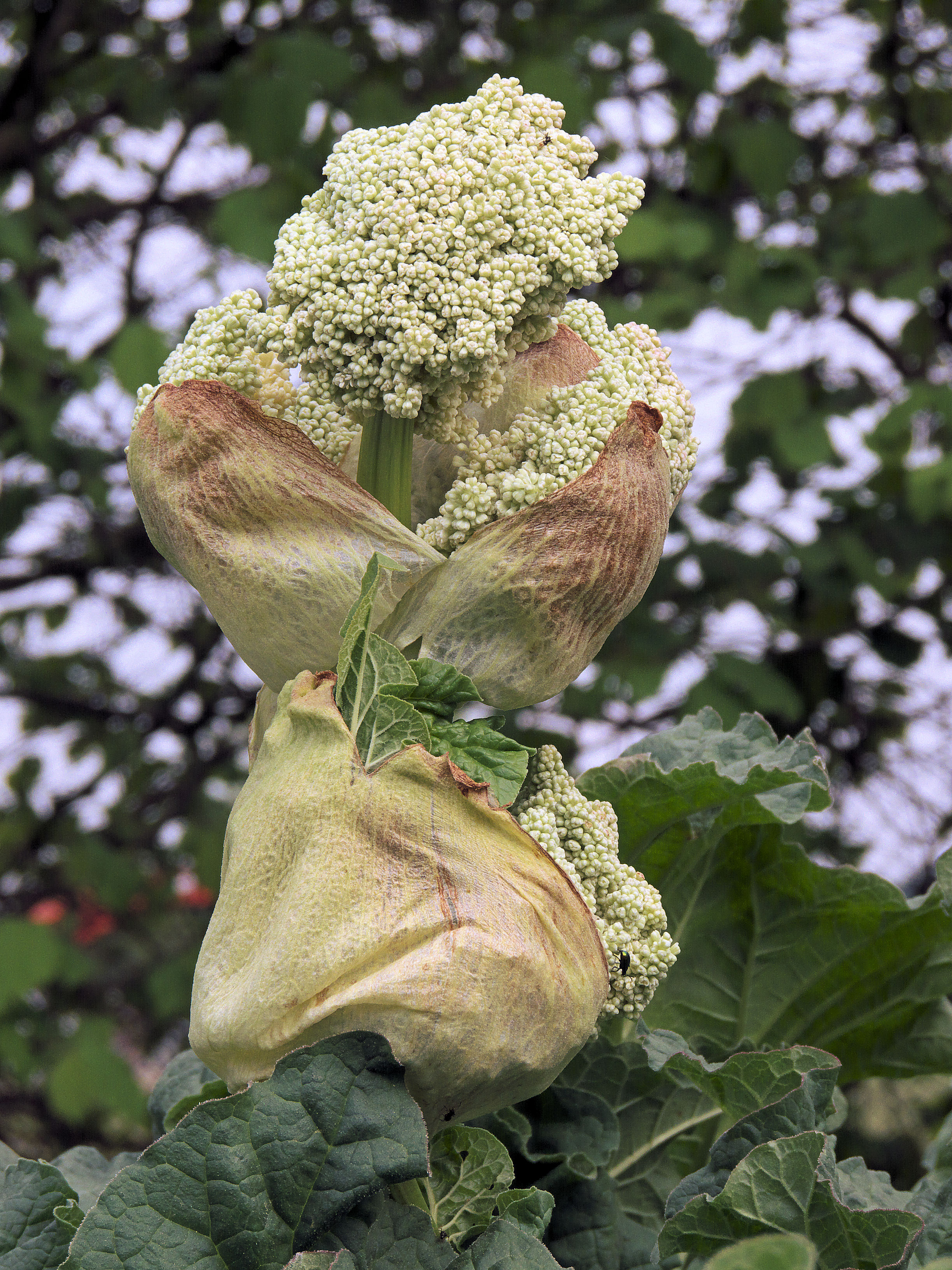
ルバーブの若い株が付けた花。

ルバーブの葉は複数の有毒物質を含んでいる。その1つであるシュウ酸は多くの植物に見られ、腎毒性・腐食性を有している。ルバーブの葉の摂取によって健康被害を起こす例は昔から多く、特に第一次世界大戦後の英国で食料源として推奨された際に問題となった。
有毒の葉から抽出された液体は、炭酸カルシウム沈殿物を混合することでシュウ酸の除去処理 を行ってから香料として利用される。シュウ酸は茎にも存在するが、微量であるため人体に害を及ぼすことはない。
ラットにおける純シュウ酸の半数致死量は体重1キログラム当たり375 ミリグラム（375 mg/kg）であり、これは体重65 kgの成人に対して約25 gに当たる。ルバーブ葉のシュウ酸含有量は一定しないが、典型的には0.5%程度である ため、成人が半数致死量を摂取するには酸味のきつい葉を5 kgも食べなければならず、現実的ではない。別の研究ではラットの経口最小致死量としてより高い7,500 mg/kgという値が報告されている。重曹とともに煮ると水溶性のシュウ酸塩が生じるため毒性が強まる可能性がある。またルバーブ葉にはシュウ酸以外にも未同定の有毒物質が含まれると考えられており、その正体はアントラキノングリコシド（センナグリコシド（英語版）としても知られる）の一種だという可能性がある。
葉柄（茎）のシュウ酸含有量ははるかに低い。茎の全酸度は主にリンゴ酸からなり、2から2.5%のみがシュウ酸である。